# Metazygia ipago
Metazygia ipago là một loài nhện trong họ Araneidae.
Loài này thuộc chi Metazygia. Metazygia ipago được Herbert Walter Levi miêu tả năm 1995.